# Суматра
Суматра (на индонезийски: Sumatra; на малайски: Sumatera, на ачешки: Ruja, Sumatra) е 2-рия по големина остров в Малайския архипелаг, в състава на Индонезия и със своята площ от 473 481 km² е 6-ият по големина остров в света.

## География

### Географско положение, граници, брегове
Остров Суматра е разположен в най-западната част на Малайския архипелаг, в групата на големите Зондски острови. Простира се от северозапад на югоизток от двете страни на Екватора на протежение от 1800 km и ширина до 435 km. На югозапад се мие от водите на Индийския океан, а на север – от водите на Андаманско море. На североизток и изток бреговете му се мият съответно от Южнокитайско и Яванско море. На север Малакския проток го отделя от полуостров Малака, а на югоизток Зондския проток – от остров Ява. Край бреговете му са разположени множество по-малки острови и островни групи с обща площ около 30 000 km²: на югозапад – островите Енгано, Ниас и Симьолуз и архипелазите Ментавай, Бату и Ваниян; на северозапад – островите Брьоех и Вех; на североизток – островите Рупат, Бенкалис, Паданг, Рангсанг, Тебенгтинги, Банка и др. и архипелазите Риау и Линга. Бреговата му линия е слабо разчленена, на места по югозападното крайбрежие с дюни, а в близост до крайбрежието – с гирлянди от коралови рифове.

### Релеф, геоложки строеж, полезни изкопаеми
По цялото югозападно крайбрежие на Суматра се простира система от планински вериги: Барисан (вулкан Керинчи 3805 m), плато Батак (2457 m), хребета Алас (3012 m). Всичке те са изградени основно палеозойски метаморфозирани скали с гранитни интрузии. Широко развити са мезозойските и кайнозойските ефузивно-седиментни наслаги и латерити. На острова има множество вулкани, в т.ч. и действащи: Пьоетсагу (2839 m), Сорикмарапи (2145 m), Талакмау (2912 m), Марапи (2891 m), Керинчи (3805 m), Каба (1937 m) и др. Срещат се също кални вулкани и обширни карстови плата. На североизток от планинската вериге се простира обширна и плоска алувиална равнина с ширина до 250 km, която в значителна степен е заблатена (площ на блатата около 150 000 km²), крайбрежната зона на която и на делтите на реките се залива от приливите. Разработват се големи находища на нефт (Минас, Кенали-Асам, Таланг-Акар, Таланг-Джимар), природен газ, въглища.

### Климат, води
Климатът на острова е екваториален, постоянно влажен, със средногодишна температура на въздуха в равнините 25 – 27°С и годишна сума на валежите 1500 – 3000 mm (в планината на места над 4000 mm). Речната мрежа е гъста и пълноводна. Най-големите реки са: Муси, Хари, Индрагири, Кампар и др. Най-голямото езеро е Тоба.

### Растителност, животински свят
Остров Суматра е покрит с гъсти екваториални гори, които заемат 2/3 от територията му. Те крият изключително голямо биоразнообразие, това е един от най-богатите на растителни и животински видове региони на планетата. Срещат се над 40 000 вида цветни растения, включително множество орхидеи (по чиито брой на видовете Суматра е сред първите места в света), хищните растения непентеси (хранещи се с насекоми, а някои и с дребни птици), рафлезията Arnoldi (притежаваща най-големите цветове в света – над 1 m) и др.
Типични животни за острова са явански и суматрански носорог, суматрански тигър и слон, див бивол, мунтжак (лаещ елен), малайска мечка, тапир, орангутан и други маймуни, огромен брой птици (сред които птица носорог, паун, папагал и др.), колосален брой влечуги (сред които 10-метровият малайски мрежест питон, соленоводен крокодил – най-едрото влечуго в света, дълъг 7 m и тежащ над 1000 kg, кралска кобра и др.), земноводните, от които най-интересни са летящите жаби), насекоми (сред които гигантската богомолка, хранеща се с дребни птици, и рекордните над 30 000 вида пеперуди).

## История
Земите на Суматра са населени преди 50 000 години. Първоначалните му жители били с австрало-меланезийски произход. По-късно пристигат и племена с монголоидни черти от п-в Малака. Първите държавни организации се появяват през IV – V век, а от VIII до XIII век процъфтява будистката империя Шривиджая. През 13 век районът е посетен от Марко Поло и арабския пътешественик Ибн Батута, а век по-късно арабски мисионери пренасят исляма. Появяват се малки кралства и султанати, от които най-значим е султанатът Ачех в северната част. от края на ХІІІ до началото на ХVІ век суматранските държавици били васали на голямата индонезийска империя Маджапахит, а след нейния распад тук се образували самостоятелни княжества.
През 16 век пристигат португалците, а през 17 век на острова основава колонии Нидерландската източноиндийска компания, като до 19 век цяла Индонезия става нидерландска колония. Някои местни кралства оказват съпротива, като последен пада султанатът Ачех – през 1899.
Островът попада и под японска окупация през Втората световна война, а през 1945 г. нидерландците отново си го връщат, но започва антиколониална съпротива и през 1949 г. става част от независима Индонезия.
На 26 декември 2004 г. северозападният бряг на Суматра, в района на Банда Ачех, е връхлетян от цунами вследствие от земетресение с магнитуд 9 по Рихтер. Бедствието засяга един от най-гъсто заселените райони на острова и отнема живота на повече от 75 000 души.

## Култура
Въпреки че водеща религия в Суматра е ислямът, местните островитяни зачитат свои традиции и обществени норми, различни от крайните мюсюлмански. Така например суматренското общество може да се определи повече като матриархално, тъй като сред някои местни народности жените имат много права, не се забулват и съществува голямо уважение към тях. Счита се, че причина за тази не особено разпространена практика в Третия свят е древен култ на местните племена към една върховна богиня майка. Освен това се честват и много езически празници, посветени на анимистични божества, а някои ритуали са с шаманистки, будистки и индуистки произход. Многобройните етноси говорят на различни езици и изпълняват различни ритуали, някои от които се преплитат и в монотеистичните религии.